# Rotherhithe
Rotherhithe ( /ˈrɒðərhaɪð/) es un distrito del sureste de Londres, Inglaterra, que forma parte del Municipio de Southwark. Está situado en una península localizada en la orilla sur del río Támesis, frente a Wapping, Shadwell y Limehouse en la orilla norte, así como a la isla de los Perros al este del Támesis y es parte del área de los Docklands. Limita con Bermondsey al oeste y con Deptford al sureste.
El lugar tiene una larga historia como puerto, con astilleros de la época isabelina y muelles en funcionamiento hasta la década de 1970. En la década de 1980, el área en el río fue remodelada para su uso residencial a través de una combinación de conversiones de almacenes y desarrollos de nueva construcción. Tras la llegada de la Jubilee Line en 1999 (que proporciona conexiones rápidas al West End y al Canary Wharf) y del London Overground en 2010 (que proporciona una ruta rápida a la City de Londres), el resto de Rotherhithe es ahora un área residencial y de cercanías gentrificada, con un proceso de renovación urbana progresando alrededor de Deal Porter Square, en Canada Water, donde está surgiendo un nuevo centro de la ciudad con restaurantes y locales comerciales, así como nuevos desarrollos residenciales alrededor del muelle fluvial y el centro de transporte existentes.
Rotherhithe está unos 4,5 km (2,8 mi) al este del centro de Londres.

## Etimología
Se cree que el nombre "Rotherhithe" deriva del Anglo-Saxon Hrȳðer-hȳð y se sugiere que significa "lugar de descanso para el ganado". El primer uso registrado de este nombre fue alrededor de 1105, como Rederheia. Otras explicaciones del nombre han sido 'Red Rose Haven' y 'rehra' (marinero) hythe (refugio o lugar de desembarco). En el pasado, Rotherhithe también se conocía como Redriff o Redriffe; sin embargo, hasta principios del siglo XIX, este nombre se aplicaba a todo el frente del río desde el muelle de St Saviour hasta el muelle de Bull Head, cerca de la entrada a Surrey Water. En los mapas del Ordnance Survey de cinco pies por milla, Londres 1893-6, el nombre de Redriff aparece en dos lugares, por Beatson Street y por el muelle Nelson hasta el muelle de Durand.

## Descripción

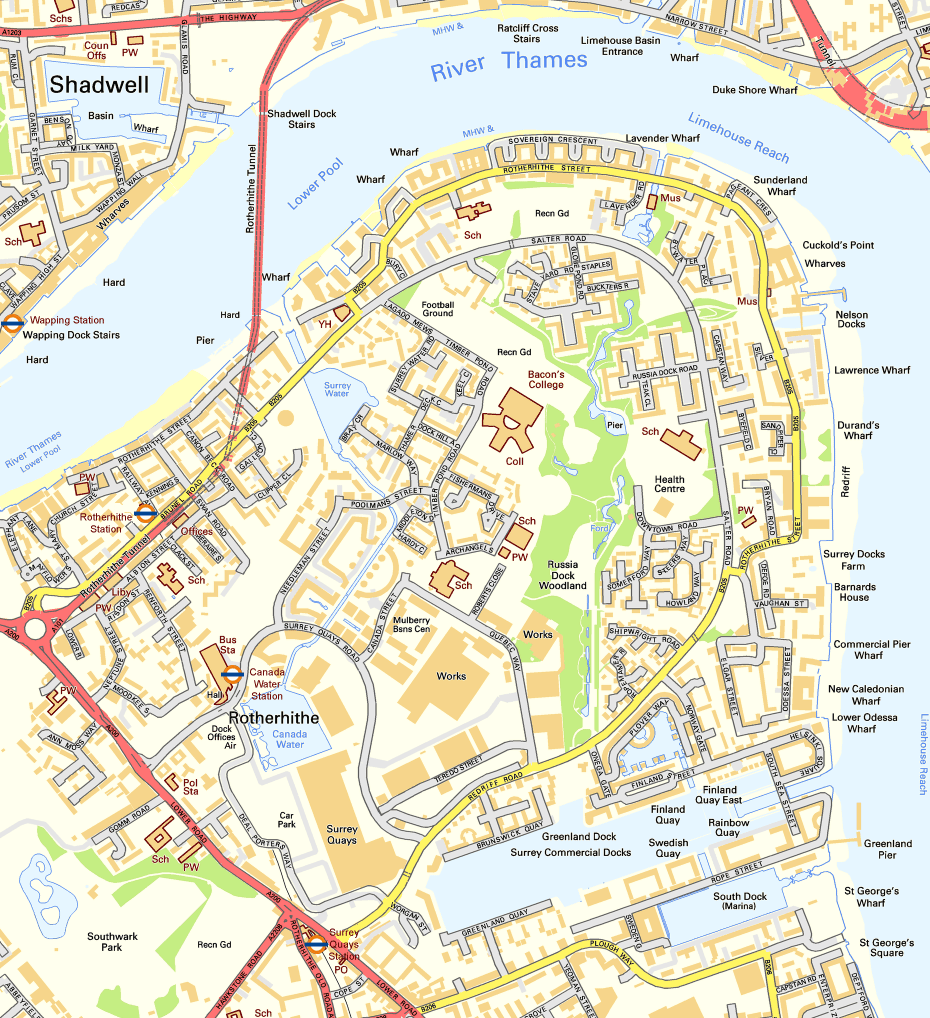
Mapa de Rotherhithe

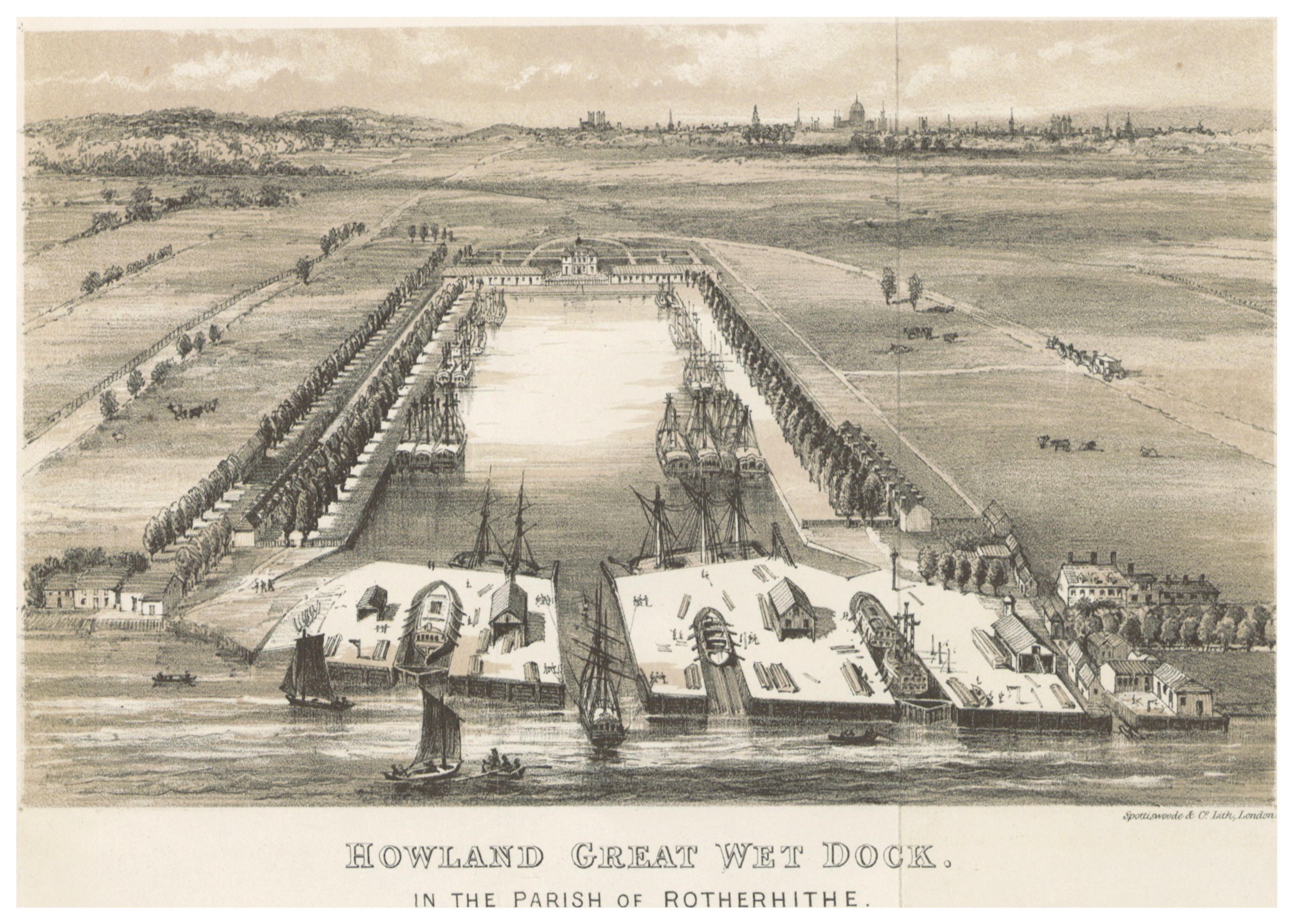
Howlands Dock en la parroquia de Rotherhithe (c.1850)

Un mapa que muestra los distritos de Rotherhithe del distrito metropolitano de Bermondsey tal como aparecían en 1916

Los muelles se cerraron y se urbanizaron en gran parte durante la década de 1980, y ahora han sido reemplazados por viviendas modernas e instalaciones comerciales, pero Rotherhithe conserva gran parte de su carácter y su herencia marítima. El muelle más grande que se conserva en la orilla sur, Greenland Dock, es el punto focal de la parte sur del distrito, mientras que hay muchos muelles conservados en la orilla del río en el extremo norte de Rotherhithe. La Iglesia de St Mary está en el centro del antiguo pueblo de Rotherhithe, que contiene varios edificios históricos, incluido el Museo Brunel en el extremo sur del Túnel del Támesis.
Canada Dock era la dársena más alejada del río Támesis en el complejo de Surrey Docks, y estaba conectada con Albion Dock y Greenland Dock en sus extremos norte y sureste a través del Canal Albion. El muelle ha sido remodelado y su mitad noroeste retenida como un lago ornamental, rebautizado como Canada Water. El canal ha permanecido como un lugar de paseo por sus orillas y de presencia de agua dentro del área remodelada.
El Consejo de Southwark y la Autoridad del Gran Londres han anunciado un importante proyecto de regeneración centrado en Canada Water y Rotherhithe. Conocido como el 'Plan Maestro de Canada Water', el proyecto ha propuesto el desarrollo de 3.500 viviendas adicionales, así como una nueva calle principal, plaza del pueblo, parques, centro de ocio y enlaces peatonales. La emblemática tienda Tesco también será reubicada. El proyecto se desarrollaría en múltiples fases durante los próximos 15 a 20 años. Algunos grupos comunitarios locales se oponen al plan basándose en consideraciones ambientales y de costos.
Rotherhithe tiene dos equipos de fútbol, el Fisher F.C. y la Ballers Football Academy, que entrenan y juegan en el St Pauls Stadium. El equipo del campeonato Millwall Football Club está radicado cerca, en Lewisham.
La organización benéfica de transporte sostenible Sustrans propuso la construcción de un puente giratorio para bicicletas y peatones desde Rotherhithe hasta Canary Wharf, y se llevaron a cabo estudios de factibilidad y de costo-beneficio. En enero de 2009, el alcalde de Londres Boris Johnson dijo que no financiaría el puente, citando recortes presupuestarios debido a la crisis crediticia, con el resultado de que el proyecto quedó congelado. Sin embargo, la idea sigue siendo apoyada por Sustrans.
Hay dos iglesias anglicanas en Rotherhithe, la de St. Mary, y la Trinity Church. También hay dos iglesias católicas: San Pedro y los Ángeles Guardianes, y Nuestra Señora de la Inmaculada Concepción.

### Jardines de las escaleras del rey
King's Stairs Gardens es un pequeño parque situado junto al río hacia el límite con Bermondsey. En septiembre de 2011, Thames Water anunció que querían construir un pozo de acceso para el Túnel Tideway Támesis del sistema de "macro alcantarillado" de Londres. Pero debido a una campaña local que recogió más de 5.000 firmas, Thames Water decidió construir el pozo de acceso en Chambers Wharf en su lugar.

## Puntos de referencia locales e historia

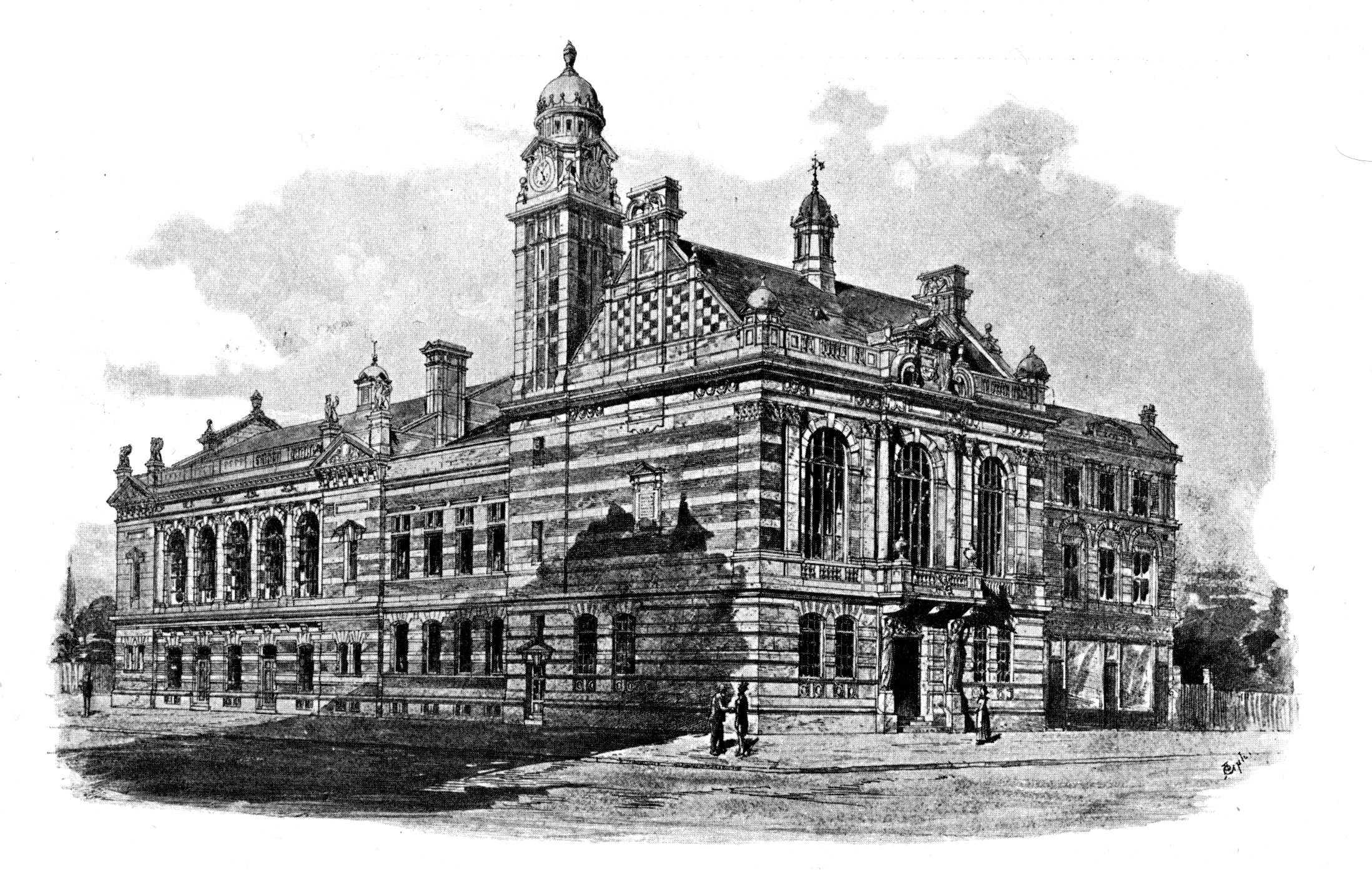
Diseño aceptado en 1895 para el ayuntamiento de Rotherhithe. Vista desde Neptune Street y Lower Road

El Mayflower TRA Hall ahora ocupa el emplazamiento del antiguo Ayuntamiento de Rotherhithe. El edificio dejó de ser el ayuntamiento en 1905, cuando el antiguo consejo de Rotherhithe se fusionó con el antiguo consejo municipal de Bermondsey y el nuevo consejo usó los locales de Spa Road. El antiguo ayuntamiento de Rotherhithe se convirtió en biblioteca y museo, siendo arrasado hasta los cimientos
por los repetidos impactos de bombas durante la Segunda Guerra Mundial (véase más abajo).
Rotherhithe tenía su propio hospital general, el Hospital de St Olave, en Lower Road, cerca del antiguo ayuntamiento. Construido originalmente a principios de la década de 1870 en un terreno contiguo a Rotherhithe Workhouse, se convirtió en la enfermería de St Olave's Union en 1875 y pasó a llamarse Hospital de St Olave en 1930. Posteriormente, pasó a formar parte del Guy's Hospital Teaching Group en 1966, cerró en 1985 y el sitio ha sido remodelado en el residencial Ann Moss Way.
El Teatro Terriss (llamado así por el actor William Terriss) abrió sus puertas en 1899 y luego pasó a llamarse Hipódromo de Variedades de Rotherhithe. Se encontraba en Lower Road junto a Culling Road. Fue bombardeado en la década de 1940 y permaneció vacío hasta su demolición en 1955.
Cuando se remodeló la rotonda frente al Túnel de Rotherhithe a principios de la década de 1980, se demolieron varios edificios del siglo XIX, incluida una escuela y un convento. También se demolió una taberna, la "Europa", descrita en una historia de la zona de principios del siglo XX como una de las más antiguas.
Los periódicos Daily Mail y Evening Standard se imprimieron en Harmsworth Quays en Rotherhithe desde 1989 hasta 2012. El sitio es ahora el lugar de celebración de los eventos de Printworks.

## Parroquia eclesiástica

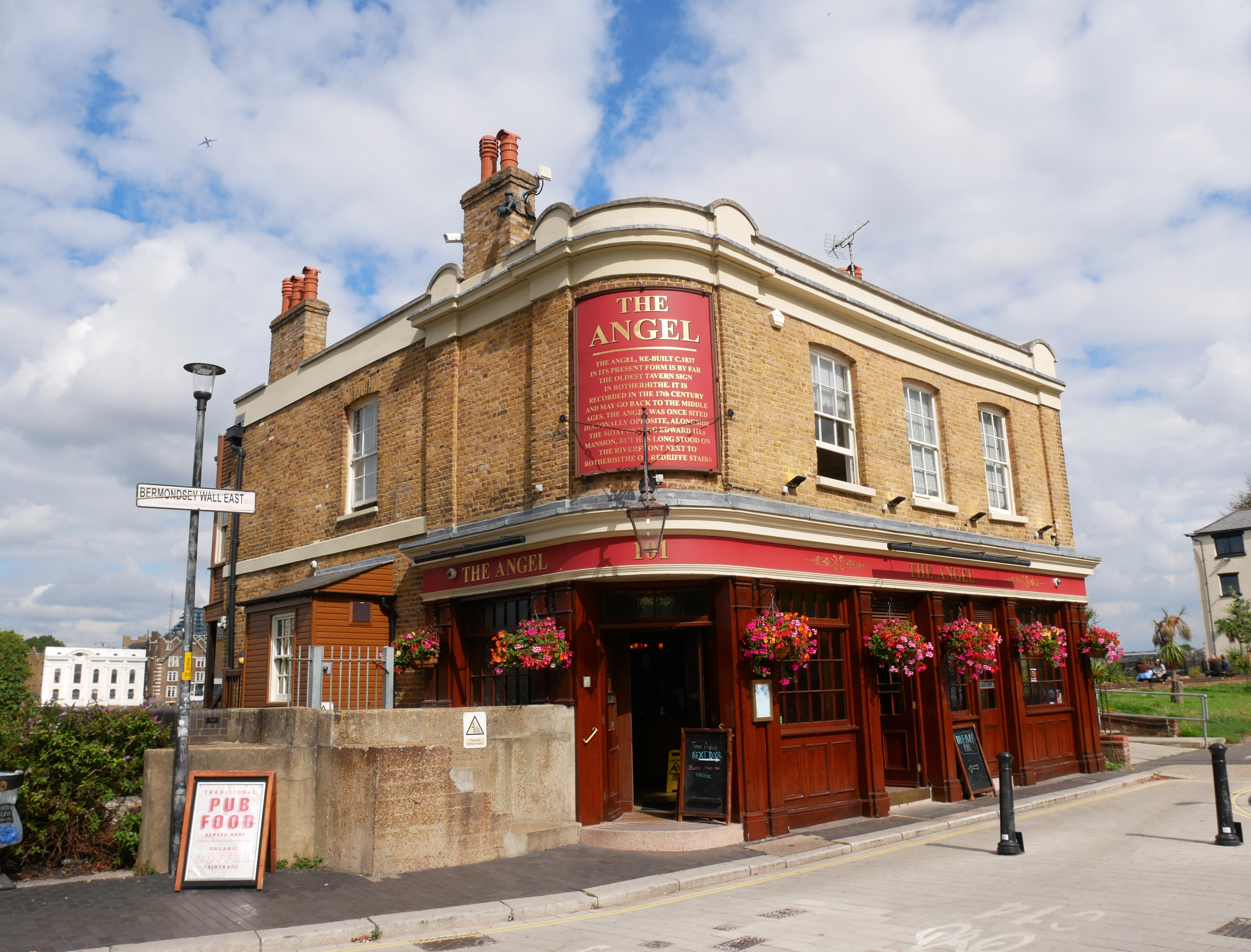
The Angel, un pub del en Rotherhithe ahora clasificado como Grado II

La antigua parroquia dedicada a Santa María, perteneció a la Diócesis de Winchester hasta 1877, más adelante a la Diócesis anglicana de Rochester hasta 1905, y finalmente a la Diócesis de Southwark. A partir de 1840, a medida que aumentaba la población de Rotherhithe, se formaron varias parroquias nuevas:
- Iglesia de Cristo de Rotherhithe en 1840
- Todos los Santos de Rotherhithe en 1842
- La Santísima Trinidad de Rotherhithe en 1842
- San Bernabé de Rotherhithe en 1873

Además, a medida que aumentaba la población de la vecina Deptford, partes de la parroquia de Rotherhithe se incluyeron en la nueva parroquia de:
- St Katherine, Rotherhithe en 1886 con partes de St James, Hatcham

### Conexión nórdica

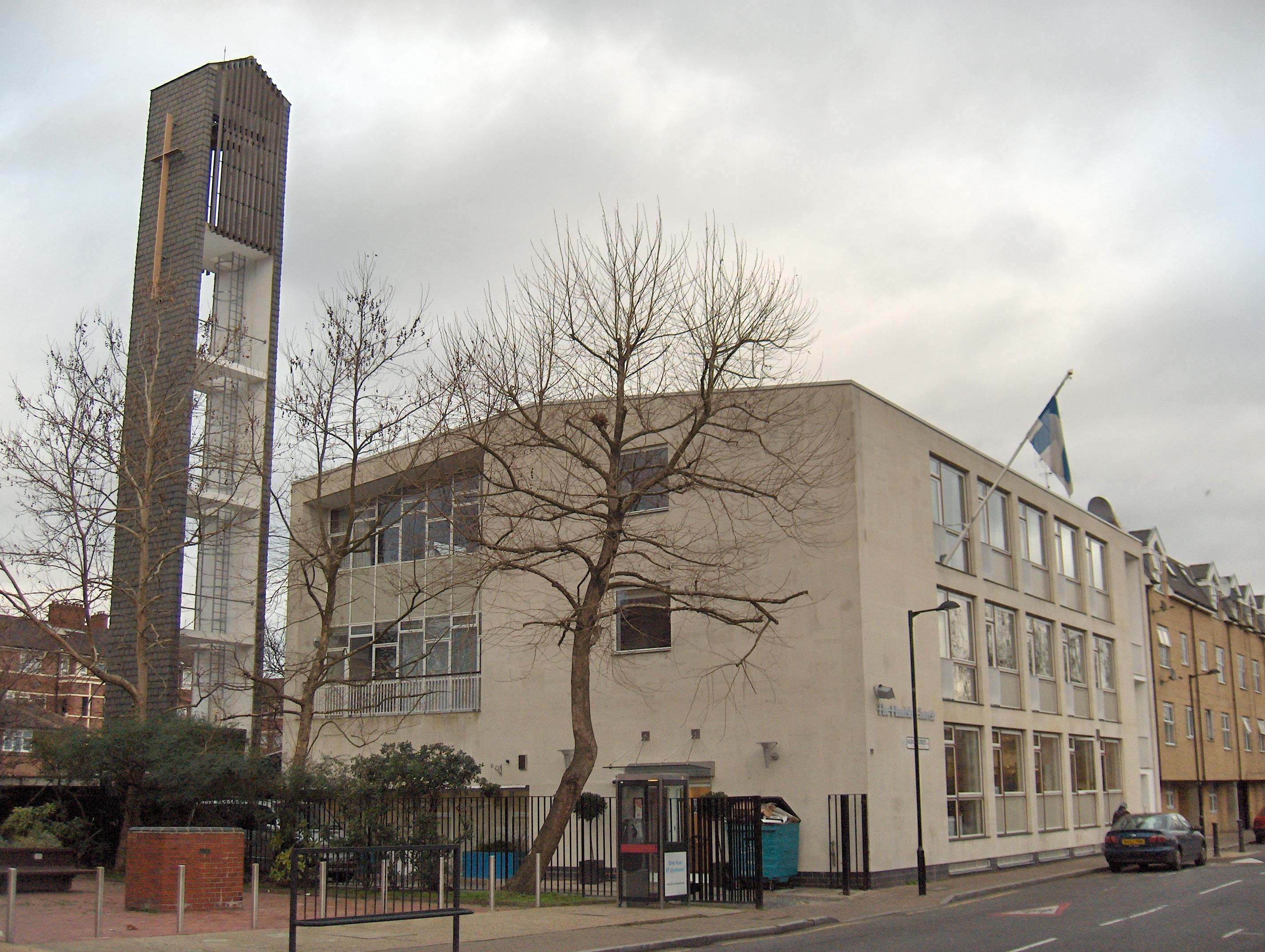
La Iglesia Finesa, en Albion Street

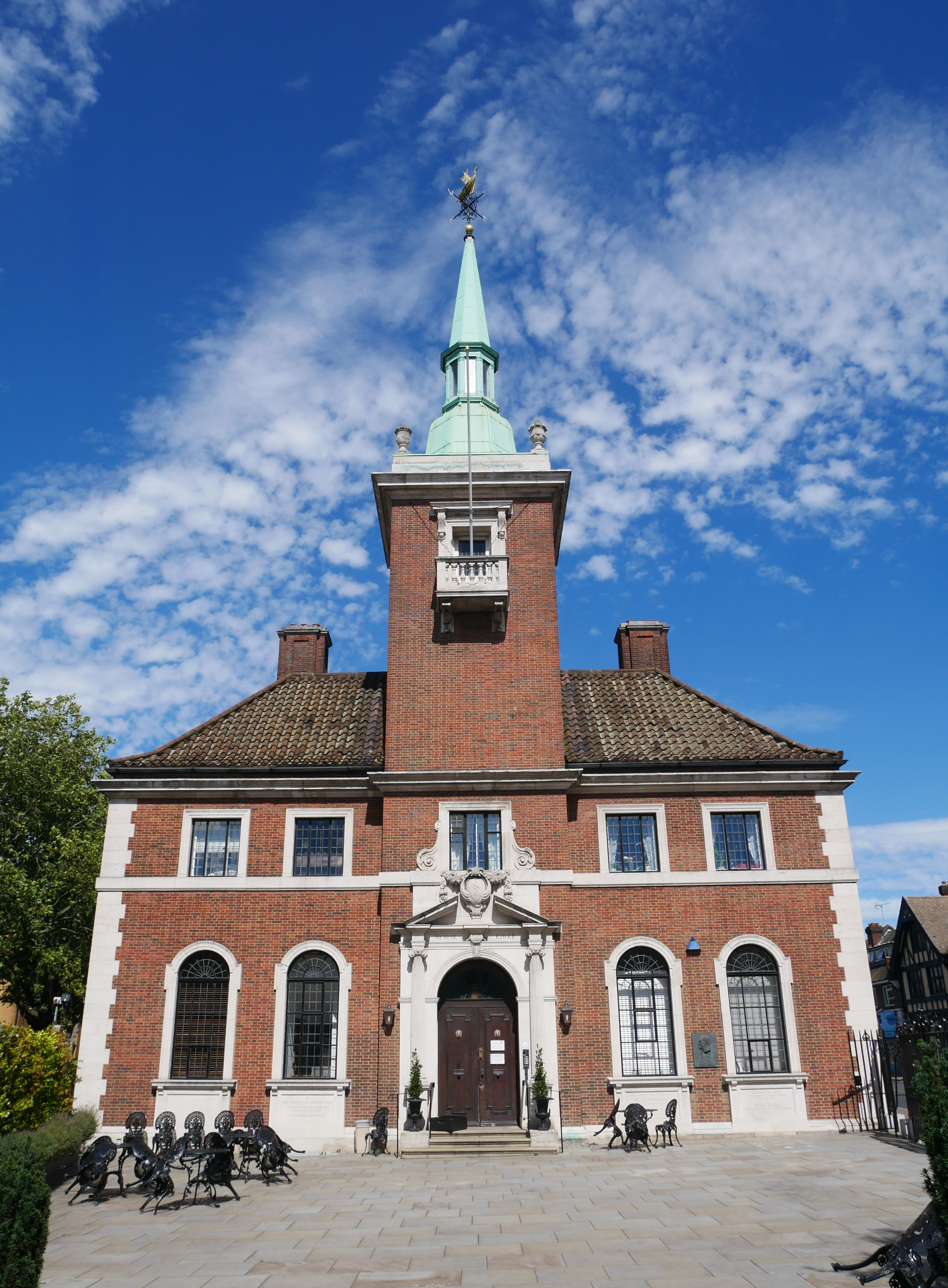
La Iglesia noruega de San Olaf de Rotherhithe

Debido a que gran parte de los antiguos muelles de Surrey tenían fuertes vínculos comerciales con Escandinavia y la región del Báltico, el área aún alberga una próspera comunidad escandinava. Durante la Segunda Guerra Mundial, de hecho, albergó al Gobierno Noruego en el Exilio. Establecida originalmente como misión para la gente de mar, Rotherhithe alberga una iglesia de Noruega, otra iglesia finesa y una iglesia sueca. La iglesia finesa y la sueca están ambas en Albion Street, y fueron construidas en 1958 y 1927 respectivamente (la Biblioteca Rotherhithe se encuentra entre ellas). También hay una serie de "centros comunitarios" para la comunidad nórdica en Londres, incluidos albergues, tiendas y cafés e incluso una sauna, actividades en su mayoría vinculadas estrechamente a las iglesias.
Algunas de las áreas remodeladas fueron construidas por arquitectos nórdicos, como el desarrollo del Pasaje de Groenlandia de la compañía danesa Kjær & Richter. Esto le da a algunas áreas una sensación claramente "nórdica" en términos de diseño de casas y calles.
La relación con Escandinavia y el Báltico también se refleja en los nombres de algunos de los edificios (como la Torre Rey Federico IX), los nombres de las calles (por ejemplo, Calle Finlandia, Puerta Suecia, Muelle Báltico, Puerta Noruega, Plaza Helsinki) u otros nombres de lugares (como por ejemplo, el muelle de Groenlandia). Otro factor de influencia importante fue el comercio con Rusia y Canadá (principalmente madera), reflejado en nombres como Canada Water y el Muelle Rusia Woodland.

### Otras conexiones
Rotherhithe también es un lugar popular para vivir entre los sudafricanos, según el censo del Reino Unido de 2011, y había un pub temático sudafricano en el 351 de Rotherhithe Street.

### ElMayflower
En julio de 1620, el Mayflower zarpó de Rotherhithe y recogió a 65 pasajeros, probablemente de Blackwall, para dirigirse a continuación hacia Southampton en la costa sur de Inglaterra con el fin de cargar alimentos y suministros para el viaje a América. En ese momento, los separatistas ingleses, que más tarde se conocerían como los "padres peregrinos", en su mayoría todavía vivían en la ciudad de Leiden, en los Países Bajos. Allí contrataron un barco llamado Speedwell para llevarlos desde Delfshaven en los Países Bajos a Southampton, y una vez allí embarcarse en el Mayflower.
El capitán del barco, Christopher Jones, murió poco después de su regreso en 1621 y está enterrado en una tumba sin nombre en la iglesia de Santa María. Nadie puede estar seguro de en qué parte de la península de Rotherhithe atracó el Mayflower, pero el pub Mayflower cerca de la iglesia de St Mary reclama el honor y enumera los nombres de los pasajeros del Mayflower en su pared. El edificio en sí, a pesar de su apariencia exterior e interior, data tan solo de la década de 1950. No se sabe con certeza hasta qué punto el pub sufrió daños durante la Segunda Guerra Mundial y fue reconstruido o simplemente restaurado.

### China Hall

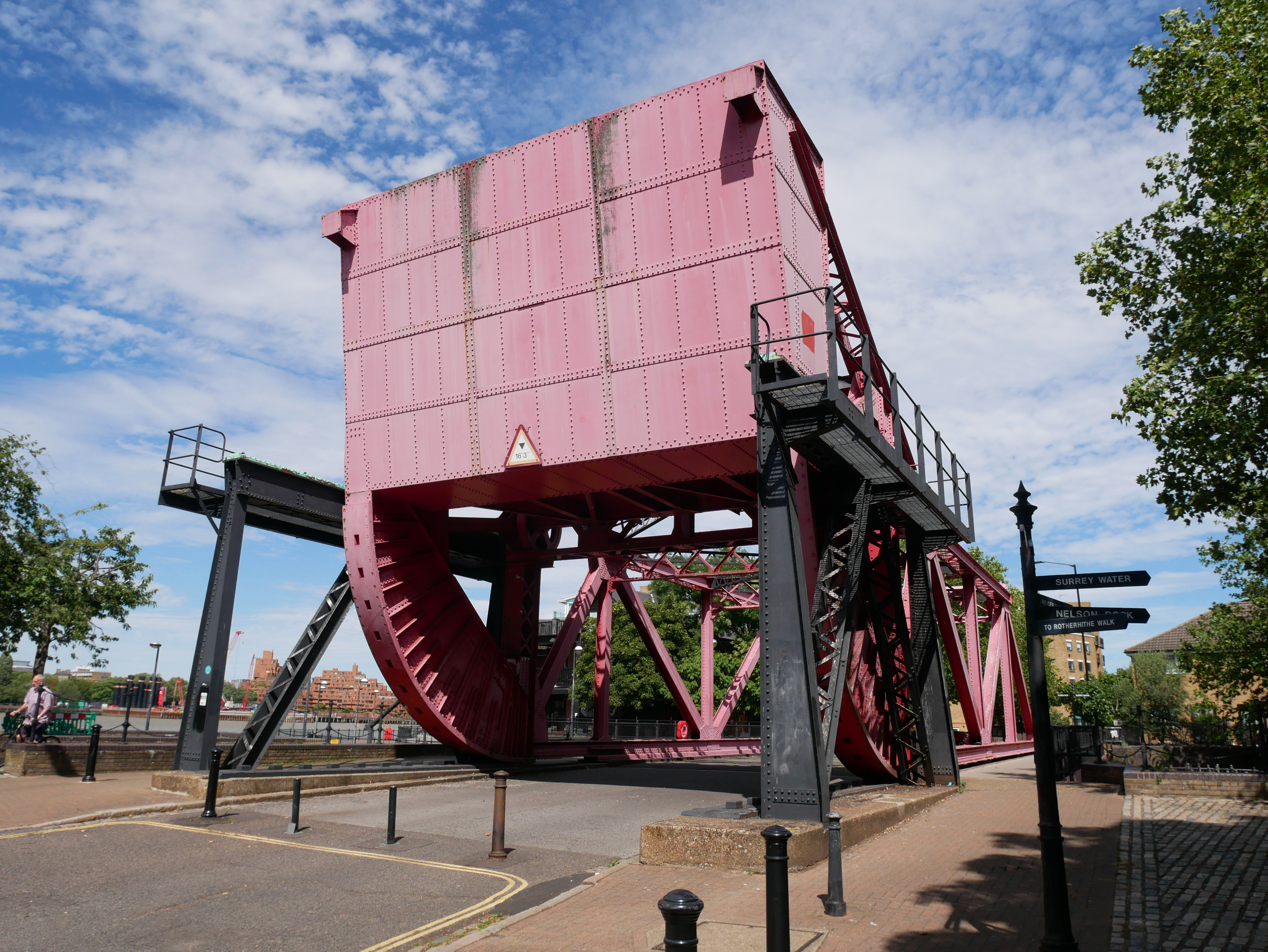
La esclusa de Surrey del en Rotherhithe, ahora una estructura catalogada de Grado II

En Lower Road, a mitad de camino entre las estaciones de Surrey Quays y Canada Water, había una taberna llamada China Hall; en un momento fue la entrada a un teatro de la zona ribereña visitado por Samuel Pepys y mencionado en su diario. No se sabe cuánto tiempo permaneció el teatro en aquel lugar, pero se reactivó en 1777 y George Frederick Cooke actuó allí al año siguiente. En el invierno de 1779 fue destruido por un incendio, y se sustituyó por un conocido jardín de té, con las "glorietas y 'palcos' habituales" durante el período victoriano, pero en la década de 1920, la mayoría de los jardines habían sido absorbidos por los Muelles Comerciales de Surrey como parte de un depósito de madera.

### Segunda Guerra Mundial
Al igual que el resto de los muelles de Londres, los muelles comerciales de Surrey fueron atacados por la Luftwaffe. El 7 de septiembre de 1940, el primer día del blitz sobre Londres, se incendiaron las zonas de almacenaje de madera de los muelles de Surrey. El ataque supuso que se quemara más de un millón de toneladas de madera en Quebec Yard, provocando el incendio más intenso jamás visto en Gran Bretaña.
El bombardeo del antiguo ayuntamiento de Rotherhithe durante la Segunda Guerra Mundial da una idea de lo intensos que fueron los bombardeos en la zona. Los primeros daños se produjeron cuando las bombas de la Luftwaffe cayeron cerca del edificio en abril de 1941, y sufrió más daños causados por las bombas en febrero y junio de 1944. Más tarde, ese mismo mes (junio de 1944), el ayuntamiento resultó gravemente dañado por un impacto directo de una bomba volante V1. En noviembre de 1944, fue dañado aún más y finalmente fue destruido por una de las últimas V1 que impactaron en Londres.
El rey Haakon VII de Noruega realizó muchas de sus famosas transmisiones de radio dirigidas a la Noruega ocupada desde la Iglesia Noruega de San Olaf en Rotherhithe, donde la familia real noruega acudía habitualmente a los servicios eclesiásticos durante su exilio.

## Geografía

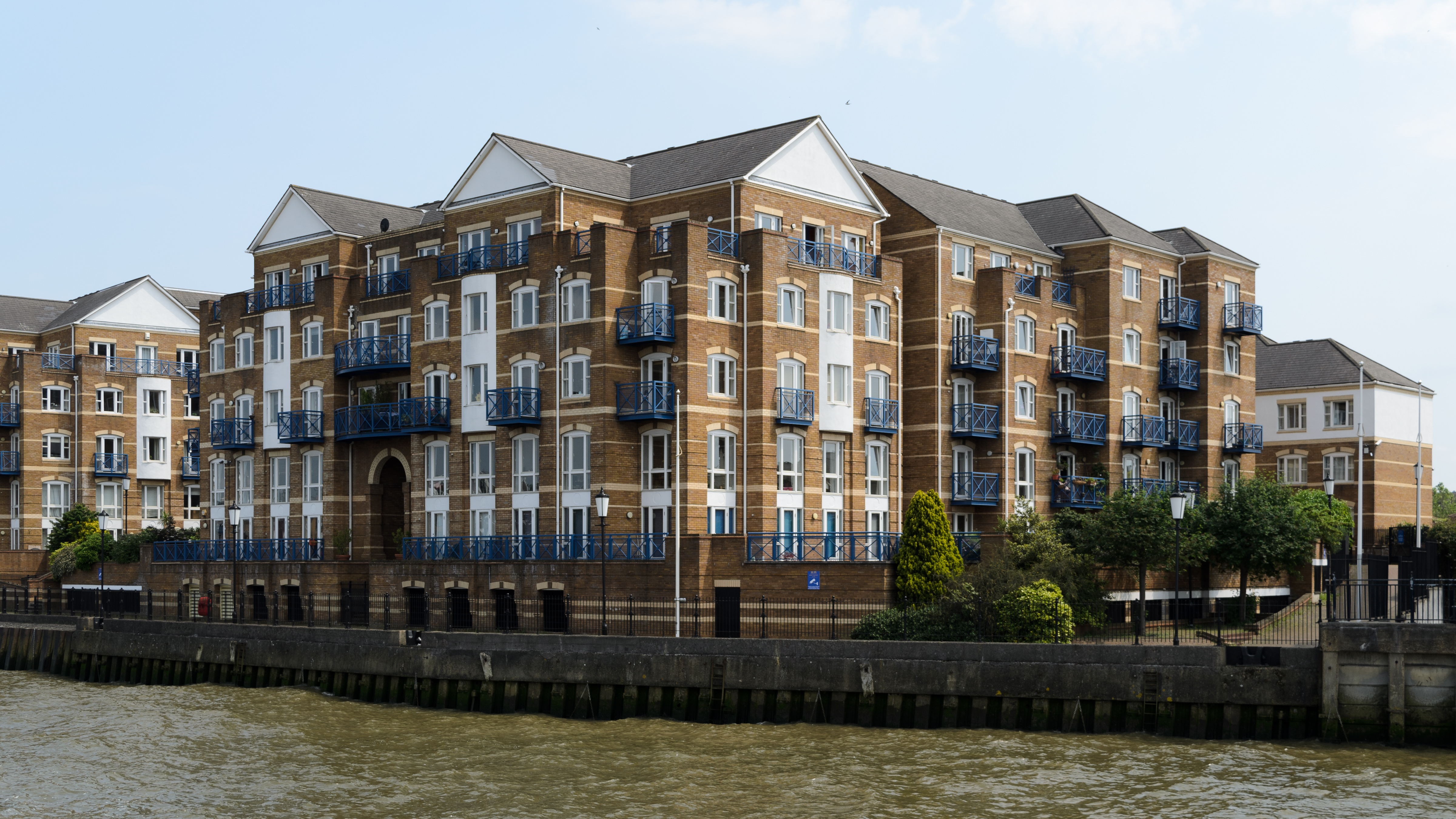
Varios desarrollos frente al río, como Blenheim Court, se pueden ver desde el Támesis

Rotherhithe está unida a la orilla norte del Támesis por tres túneles. El Túnel del Támesis hacia Wapping fue el primer túnel por debajo de un río navegable del mundo. Construido por Marc Brunel y su hijo Isambard, originalmente estaba destinado a transportar carga a través del río, pero se convirtió en un túnel peatonal debido a que se agotó el dinero necesario para construir las rampas que requería el tráfico de vehículos. Se utilizó como túnel ferroviario desde 1869 y ahora forma parte de la red London Overground, que el 27 de abril de 2010 comenzó a hacer circular sus trenes en la ruta de la antigua Línea Este. El Túnel de Rotherhithe posterior (inaugurado en 1908) lleva una carretera de dos carriles a Limehouse. La extensión de la Jubilee Line (inaugurada en 1999) tiene un túnel ferroviario hasta Canary Wharf en la isla de los Perros.
Partes de Rotherhithe Street se llamaron en un momento u otro Jamaica Street, Lavender Street, Low Queen Street, Queen Street, Redriff Wall, Redriff, Rotherhithe Wall, Shipwright Street y Trinity Street.
Rotherhithe es parte del distrito de código postal SE16. Electoralmente, la mitad occidental es el distrito de Rotherhithe del Concejo de Southwark Londres, y la mitad oriental del distrito de Surrey Docks.
Como gran parte de Rotherhithe estaba ocupada por los ahora desaparecidos Muelles Comerciales de Surrey, a veces se hace referencia al distrito como "Surrey Docks" o (desde finales de la década de 1980) "Surrey Quays", aunque este último nombre tiende a usarse más para la mitad sur del península. Una parte de esta, que se convirtió en una isla cuando los muelles estaban en uso y la esclusa estaba abierta, se llama "Downtown". Este nombre nunca se relacionó con la idea de un "downtown" en el sentido americano, aunque hubo un club con ese nombre durante muchos años que ahora ha cerrado. Esta parte de Rotherhithe ha sido tranquila y suburbana desde la década de 1980. Durand's Wharf es un parque en Rotherhithe Street y tiene un gimnasio al aire libre.
| |                               |                                  |
| \| Noroeste: Río Támesis, Wapping \| Norte: Río Támesis, Limehouse \| Nordeste: Río Támesis, Westferry \| \| Oeste: Canada Water, Bermondsey \| \| Este: Río Támesis, Canary Wharf \| \| Suroeste: South Bermondsey, Peckham \| Sur: Surrey Quays, New Cross \| Sureste: Deptford, Greenwich \| |                               |                                  |
| Noroeste: Río Támesis, Wapping | Norte: Río Támesis, Limehouse | Nordeste: Río Támesis, Westferry |
| Oeste: Canada Water, Bermondsey |                               | Este: Río Támesis, Canary Wharf  |
| Suroeste: South Bermondsey, Peckham | Sur: Surrey Quays, New Cross  | Sureste: Deptford, Greenwich     |

## Personas notables

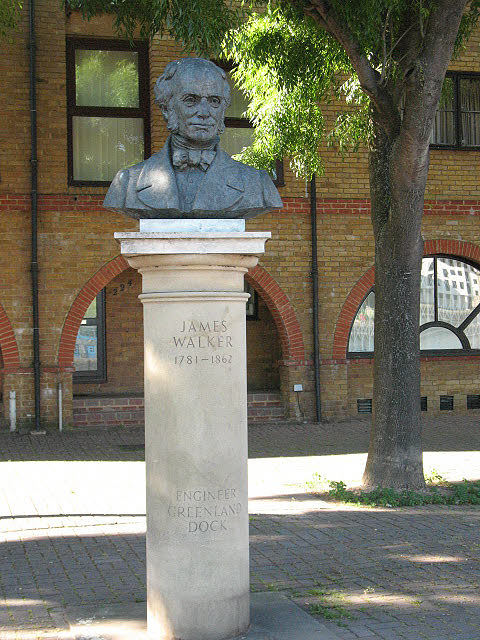
Busto del ingeniero civil escocés James Walker en Greenland Dock

- Marc Isambard Brunel (1769-1849) y su hijo Isambard Kingdom Brunel (1806-1859) construyeron el Túnel del Támesis entre Rotherhithe y Wapping.
- John Short Hewett (1781-1835) clérigo y académico, fue rector de Rotherhithe entre 1817 y 1835
- Max Bygraves (1922-2012), animador, nació en Rotherhithe.
- Michael Caine (nacido en 1933) (de nombre Maurice Joseph Micklewhite), actor nacido en Rotherhithe.
- Thomas Coram (1668-1751), capitán de barco filantrópico, se retiró a Rotherhithe, donde hizo campaña a favor del establecimiento del Foundling Hospital.[41]
- Eliza Fay (1755 o 1756-1816), autora de Cartas originales de la India (1817),[42] nació en Rotherhithe.
- Malcolm Hardee (1950-2005), comediante, vivía en una casa flotante en Greenland Dock, Rotherhithe. Era dueño y dirigía el bar-barco Wibbley Wobbley en el mismo muelle, y se ahogó allí.
- Sir James Kemnal (1864-1927) industrial[43]
- Myleene Klass (nacida en 1978), cantante, vivió en Rotherhithe a principios de la década de 2000.
- George Lambourn (1900-1977), artista, nació en Rotherhithe.
- Aaron Manby (1776-1850) ensambló y botó el primer barco marítimo con casco de hierro del mundo en Rotherhithe en 1822.
- Billy Mehmet (nacido en 1985), futbolista profesional, asistió al Bacon's College en Rotherhithe en la década de 1990.
- Mutesa II de Buganda (1925-1969) murió en el exilio en Rotherhithe en 1969 tras una entrevista con el periodista John Simpson.
- James Townsend Saward (1798-c1875), abogado y falsificador inglés victoriano nacido en Rotherhithe.
- James Walker (1781-1862) trabajó en el diseño y en la construcción del Greenland Dock, donde se encuentra un busto erigido en su memoria.
- Sean Lock (1963 - 2021), comediante, vivió en Rotherhithe en la década de 1990.

## Principales lugares de interés
- Museo Brunel
- Iglesia Finesa
- Canada Water
- Southwark Park
- Greenland Dock
- Russia Dock Woodland
- South Dock
- Stave Hill (y su Parque Ecológico)
- Iglesia de St. Mary
- Túnel del Támesis
- Surrey Docks Farm
- Nelson Dock Pier
- Cuckold's Point
- King Edward III’s Manor House

## Transporte
Rotherhithe cuenta con tres estaciones. Cerca del río, en el norte, Rotherhithe, anteriormente una estación del metro de Londres, fue reconstruida como estación del London Overground y reabierta el 27 de abril de 2010, junto con la estación de Surrey Quays al sur. En el medio se encuentra la estación de Canada Water, en el centro de Rotherhithe, que es ahora un importante intercambiador de transporte, ya que conecta la línea East London del London Overground y la Jubilee Line del metro de Londres, además de tener una estación de autobuses. Esta estación está en el centro de un importante proyecto de renovación urbana, con la rápida construcción de nuevas viviendas. Otras estaciones cercanas son Bermondsey (también en la línea Jubilee), la estación de ferrocarril de South Bermondsey al suroeste y la estación de London Bridge al oeste.
A pie y en bicicleta
La orilla del río lleva parte de la sección de Richmond a la Barrera del Támesis (28 millas - 45 km) del Sendero del Támesis a través de Londres. La mayor parte de la ribera es accesible, salvo tramos en los que almacenes y urbanizaciones han establecido derechos de ribera.
Se ha propuesto un nuevo puente para peatones y ciclistas entre Rotherhithe y Canary Wharf.
Autobuses
El área cuenta con los servicios de autobús del Transport for London 1, 47, 188, 199, 225, 381, C10 y P12; y los autobuses nocturnos N1, N199 y N381.
Taxis
Los London Taxi (taxis negros) a menudo se pueden encontrar en Salter Road.
Muelles de servicio de embarcaciones fluviales
- En el Greenland Dock Pier, servido por la compañía Thames Clippers
- En Docklands Pier solo para el ferri entre Canary Wharf y Rotherhithe

## Galería
|  |  |  |  |

## Lecturas relacionadas
- BBC Londres Coast  Rotherhithe Walk
- Campaña de Agua de Canadá Archivado el 23 de enero de 2022 en Wayback Machine.
- Canada Water Plaza
- Amigos de Rusia Dock Woodland Archivado el 3 de noviembre de 2012 en Wayback Machine.
- Folletos de finalización de LDDC Surrey Docks Archivado el 26 de octubre de 2007 en Wayback Machine.
- Voces de Londres Rotherhithe, Muelles de Surrey, Muelles de Surrey, Londres SE16
- Londonist descubre la biblioteca de investigación de imágenes de Rotherhithe
- Rotherhithe marítimo Walk A: Transport, Industry and the Docks Archivado el 29 de agosto de 2008 en Wayback Machine. por Stuart Rankin, Southwark, 2004, ISBN 0-905849-40-X
- Rotherhithe marítimo Walk B: Shipyards, Granaries and Wharves por Stuart Rankin, Southwark, 2004, ISBN 0-905849-37-X
- Campaña Save King's Stairs Gardens
- Comunidad en línea SE16 Archivado el 22 de diciembre de 2017 en Wayback Machine.
- La Iglesia finlandesa en Londres
- El registro de la base de datos de los Archivos Nacionales para St Olave's Hospital

## Mapas
- Google Maps: Mapa
- Google Maps: foto satelital

## Historia
- Historia británica en línea Los alrededores de Londres: volumen 1, Rotherhithe, Condado de Surrey, págs. 470477, Daniel Lysons, 1792
- Historia británica en línea Old and New London: Volume 6, Rotherhithe, pp. 134142, Edward Walford, 1878
- Historia británica en línea A History of the County of Surrey: Volume 4, Parishes: Rotherhithe, pp. 8392, ÉL. Malden (editor), 1912,
- Henden, Stephen. «V1 & V2 logs SE16 Rotherhithe and Bermondsey». Flying Bombs and Rockets. Consultado el 26 de noviembre de 2010.